# Jan Kopecký
Jan Kopecký (Opočno, 1982. január 28. –) cseh raliversenyző. Jelenleg a Škoda Motorsport pilótája az Interkontinentális ralibajnokságon.

## Pályafutása

### Rali-világbajnokság
Karrierjét pálya-versenyzőként kezdte, majd 2001-ben váltott a ralisportra. 2002 és 2008 között harmincegy világbajnoki versenyen vett részt, többen a Škoda gyári pilótájaként. A 2005-ös katalán ralin megszerezte első világbajnoki pontját, 2006-ban, hét pontot begyűjtve az összesítés tizenötödik helyén végzett, majd 2007-ben tíz ponttal tizenkettedikként zárt.

### Interkontinentális ralibajnokság
2008-ban debütált az Interkontinentális ralibajnokságon, ebben az évben a sorozat négy futamán vett részt. Egy második, és további két pontszerző helyezést ért el.
A 2009-es szezonban a debütáló Škoda csapatának versenyzője lett. Kopecký két futamgyőzelmet is szerzett, és további három viadalon volt harmadik. A pontversenyt másodikként zárta Kris Meeke mögött. 2010-ben csapattársa, Juho Hänninen mögött végzett az összetett második helyén.
A 2011-es idényt nyolc futam után tizenhét pontos előnyben vezeti a belga Freddy Loix előtt.

## Eredményei
Interkontinentális ralibajnokság
Győzelmek
| #  | Dátum                      | Rali                 | Navigátor  | Autó              | Összefoglaló |
| -- | -------------------------- | -------------------- | ---------- | ----------------- | ------------ |
| 1. | 2009. augusztus 21-23      | Barum-rali           | Petr Stary | Škoda Fabia S2000 | Összefoglaló |
| 2. | 2009. szeptember 10-12     | Asztúria-rali        | Petr Stary | Škoda Fabia S2000 | Összefoglaló |
| 3. | 2010. április 29 - május 1 | Kanári-szigetek-rali | Petr Stary | Škoda Fabia S2000 | Összefoglaló |
| 4. | 2011. augusztus 26-28      | Barum-rali           | Petr Stary | Škoda Fabia S2000 | Összefoglaló |
| 5. | 2011. szeptember 9-11      | Mecsek Rallye        | Petr Stary | Škoda Fabia S2000 | Összefoglaló |

Statisztika
| Év       | Helyezés | Versenyek/ célbaérés | Pontok | Győzelmek | Dobogók | Szakasz győzelmek |
| -------- | -------- | -------------------- | ------ | --------- | ------- | ----------------- |
| 2008     | 7.       | 4/3                  | 15     | 0         | 1       | 2                 |
| 2009     | 2.       | 7/6                  | 49     | 2         | 5       | 13                |
| 2010     | 2.       | 10/8                 | 50     | 1         | 5       | 25                |
| 2011     | 1.       | 8/7                  | 120    | 2         | 6       | 19                |
| Összesen |          | 29/24                | 234    | 5         | 17      | 59                |